# Música para cine vol.1
Música para cine vol.1 è il terzo lavoro solista pubblicato da Horacio Salinas, uno dei fondatori del gruppo cileno Inti-Illimani e per molti anni loro direttore artistico.
Pubblicato dall'etichetta EMI Odeon chilena nel 1997, il disco consiste nella riproposta di tutti e 17 i brani del suo secondo lavoro solista, Trazos de cielo sur, con l'aggiunta di altri sei brani inediti.
Le prime 14 tracce contengono musiche scritte per la colonna sonora della serie televisiva cilena Al sur del mondo, per la regia di Francisco Gedda. Le tracce 15, 16 e 17 provengono dalla colonna sonora del film Los agentes de la KGB también se enamoran del regista cileno Sebastián Alarcón. Le tracce 18, 19, 20 e 21 sono state composte per una serie televisiva canadese sull'ecologia del 1990. Construcción e Cardenal fanno parte della colonna sonora di un documentario del 1997 di Ricardo Larraín dedicato alla figura del cardinale Raúl Silva Henríquez.
Tre di questi brani (La cueca, Araucarias e Kalimba) entreranno posteriormente a far parte del repertorio degli Inti-Illimani. I primi due sono stati registrati dall'intero gruppo nell'album del 1993 Andadas (nell'occasione La cueca è stata rinominata Cueca de la ausencia) mentre Kalimba è stata incisa nel 1996 nel disco Arriesgaré la piel. 
Bicicletas è stato reinciso nel 2010 dalla formazione Inti-Illimani Histórico (di cui Horacio Salinas è direttore  artistico) nel disco Travesura.
Nel novembre del 2023 la Aula records pubblica un cofanetto di 6 CD intitolato Música imaginada il cui secondo disco, intitolato Música imaginada vol.2: Música para cine y televisión (1990-1997), recupera tutte le 23 tracce di questo CD. Oltre che in CD questo cofanetto è stato pubblicato anche in digitale, sui principali siti dedicati.
I brani, tutti strumentali, sono tutti scritti da Horacio Salinas.

## Tracce
1. Trazos de cielo sur – 2:22
2. Bajo el agua – 2:25
3. Desierto – 2:09
4. Huasquiña – 1:47
5. Los volcanes – 1:22
6. El Toltén – 1:35
7. La lluvia del sur – 2:17
8. La Tirana – 1:58
9. La cueca – 2:06
10. Mapuche – 1:44
11. Soledad – 1:42
12. Araucarias – 2:53
13. La plaza – 1:15
14. Abtao – 2:25
15. Los agentes se enamoran – 2:10
16. La pensión – 1:52
17. Escenas mudas – 2:32
18. Bicicletas – 1:49
19. Caminata – 1:36
20. Pajaros – 1:21
21. Kalimba – 3:05
22. Construcción – 1:28
23. Cardenal – 4:37

### Collaboratori
- Horacio Salinas: chitarre, tiple, percussioni
- Renato Freyggang: zampoña, quenas, tarka, flauto traverso, sax soprano, ottavino
- Horacio Duran: charango
- Carlos Grunewald: acordeon
- Manuel Muñoz: tromba
- Camilo Salinas: pianoforte
- Jorge Rodriguez: clarinetto
- Claudia Mahave: violino
- Isidro Rodriguez: violino
- Florencio Jaramillo: violino
- Claudio Pavez: viola
- Claudio Morales: viola
- Celso Lopez: violoncello
- Roberto Lindl: contrabbasso
- René Castro: fotografia di copertina